# Ангуїллара-Сабація
Ангуїллара-Сабація, Анґуїллара-Сабація (італ. Anguillara Sabazia) — муніципалітет в Італії, у регіоні Лаціо,  метрополійне місто Рим-Столиця.
Ангуїллара-Сабація розташована на відстані близько 28 км на північний захід від Рима.
Населення — 19 188 осіб (2014).

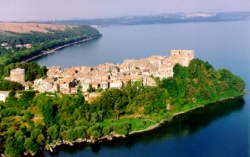

Щорічний фестиваль відбувається 3 лютого. Покровитель — святий Власій.

## Демографія
Населення за роками:

Станом на 1 січня 2023 року в муніципалітеті офіційно проживало 1715 іноземців з 81 країни, серед них 1023 громадяни країн Євросоюзу та 94 громадяни України.

## Сусідні муніципалітети
- Браччано
- Кампаньяно-ді-Рома
- Черветері
- Фіумічіно
- Рим
- Тревіньяно-Романо